# هال بارتلت
هال بارتلت (انگلیسی: Hall Bartlett؛‏۲۷ نوامبر ۱۹۲۲ – ۷ سپتامبر ۱۹۹۳) کارگردان و تهیه‌کننده اهل ایالات متحده آمریکا بود. 
از جمله فیلم‌های او می‌توان به عشق ابدی است ، یک رابطه همه‌جانبه و جاناتان مرغ دریایی اشاره کرد.